# Wapenstilstand van Tanggu

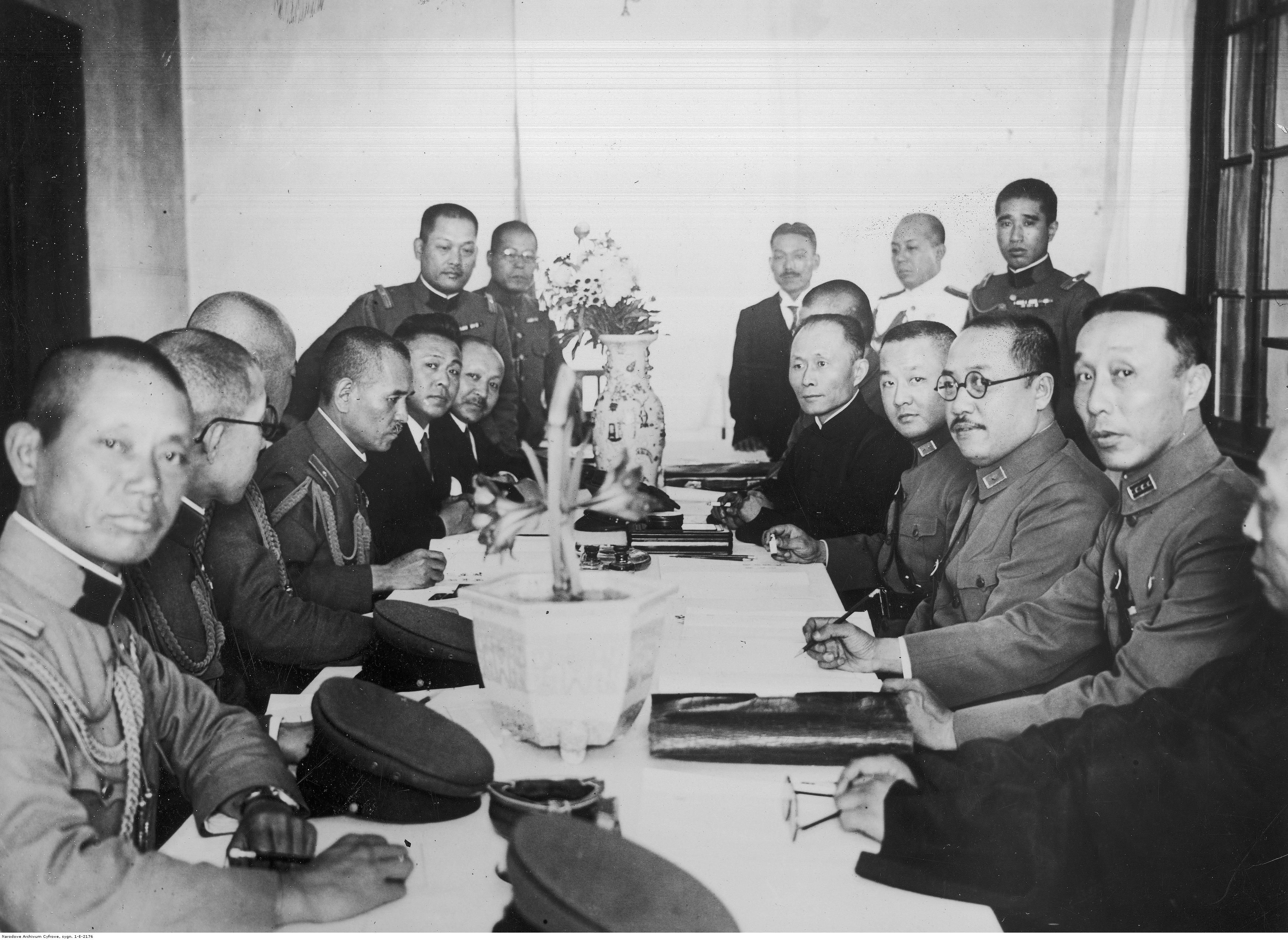
De partijen aan de onderhandelingstafel

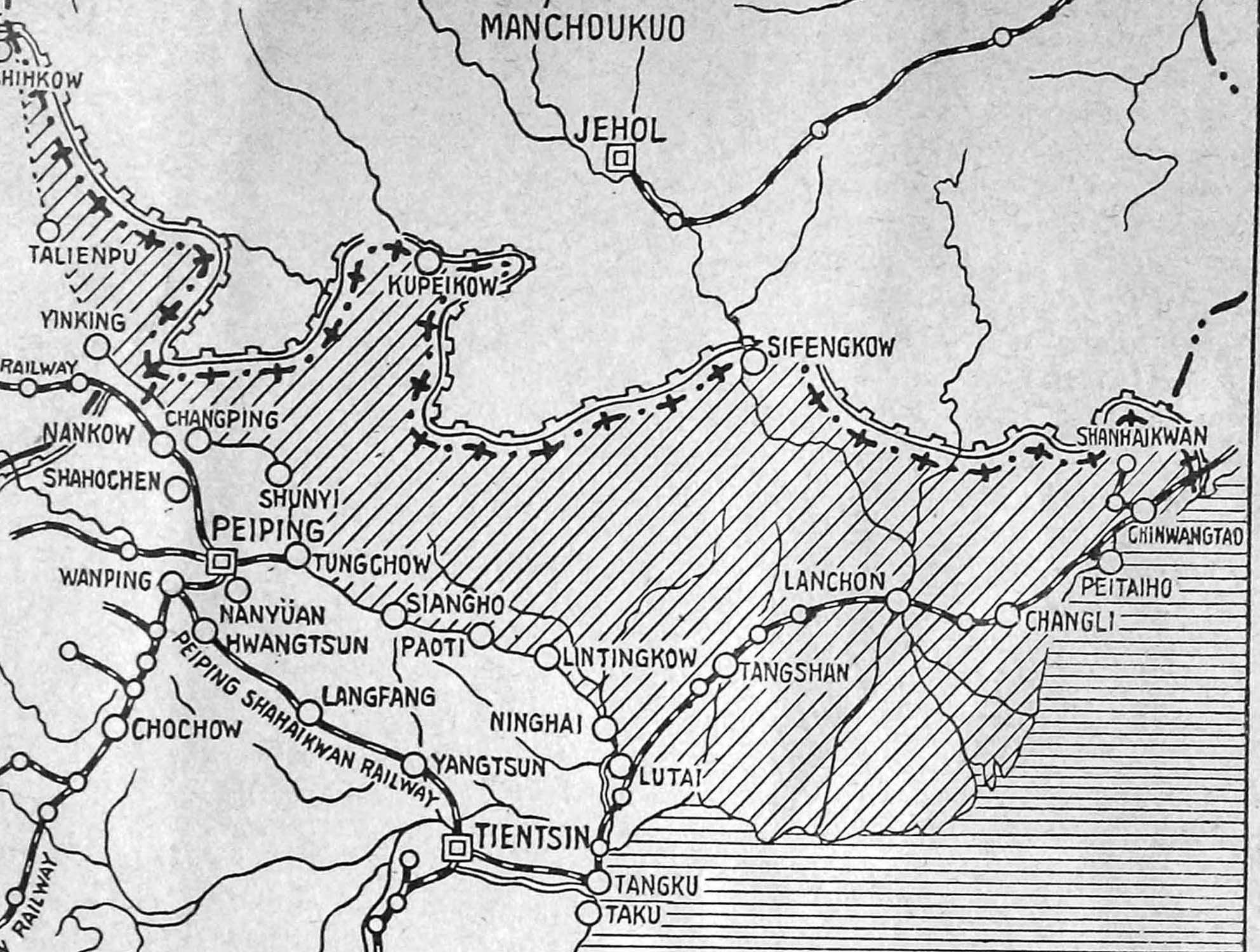
Kaart mer de gedemilitariseerde zone (gearceerd gebied)

De Wapenstilstand van Tanggu, of Tangku (Japans: 塘沽 協定, vereenvoudigd Chinees:协定; traditioneel Chinees: 塘沽 協定; pinyin: Tánggū Xiédìng), was een wapenstilstand getekend tussen de Republiek China (1928-1949) en het Japans Keizerrijk in Tianjin op 31 mei 1933. Hiermee kwam een formeel einde aan de Japanse invasie van Mantsjoerije die twee jaar eerder was begonnen.

## Aanleiding
Bij het Mantsjoerije-incident van 18 september 1931 viel het Japanse Kanto-leger Mantsjoerije binnen en had in februari 1932 de hele regio veroverd. De laatste keizer van de Qing-dynastie, Puyi, aanvaardde de troon van het nieuwe Mantsjoekwo, dat wel duidelijk onder de controle van het Japanse Keizerlijke Leger bleef. Mantsjoekwo bestond uit de drie meest noordoostelijke provincies van China: Liaoning, Jilin en Heilongjiang.
Vanaf de inval in Mantsoerije had China een beroep gedaan op zijn buren en de internationale gemeenschap, maar kreeg geen effectieve steun. In opdracht van de Volkenbond ging de Commissie-Lytton de zaak onderzoeken. Het rapport werd in januari 1933 besproken, het veroordeelde de acties van Japan, maar eiste geen actie. In reactie trok Japan zich terug uit de Volkenbond, dit gebeurde op 27 maart 1933. Omdat de Volkenbond ook geen beperkingen oplegde maakte Japan van de gelegenheid gebruik Rehe in te nemen.
In februari 1933 vielen Japanse en Mantsjoekwo soldaten Rehe binnen. Japan meende dat de provincie onderdeel uitmaakte van Mantsjoekwo en China had tijd om zich voor te bereiden. In 1932 en begin 1933 vonden enkele incidenten plaats in de grensstreek, maar deze escaleerden niet in een oorlog. Op 22 februari 1933 viel Japan aan en binnen twee weken was de hele provincie veroverd. De stevige woorden van de Chinezen waren niet omgezet in een daadkrachtige opbouw van militaire versterkingen.
Het Japanse leger zette de opmars voort om de zuidgrens van Mantsjoekwo te beveiligen. Het viel Hebei binnen en dreef het Chinese leger tot achter de Chinese Muur. Japanse vliegtuigen vlogen boven Peking als dreigement. Chinese soldaten sloegen op de vlucht en de onderhandelingen voor een staakt-het-vuren begonnen.

## Inhoud van de overeenkomst
Op 22 mei 1933 kwamen Chinese en Japanse vertegenwoordigers bijeen om te onderhandelen over het einde van het conflict. De Japanse eisten: een gedemilitariseerde zone van 100 kilometer ten zuiden van de Grote Muur. De zone had een oppervlakte van 300.000 km² en er woonden zes miljoen Chinezen. In deze zone mochten geen reguliere militaire eenheden van de Nationale Revolutionaire Leger aanwezig zijn. In de zone werd de openbare orde gehandhaafd door een lichtbewapend politiekorps. Japan wilde met verkenningsvliegtuigen en grondpatrouilles controleren of de Chinezen zich aan de afspraken hielden. Uit hoofde van het Bokserprotocol uit 1901 had Japan nog het recht om troepen in de zone te houden, en de demilitarisering betrof vooral de Chinese soldaten. Mede door de strijd van de nationalisten tegen de communisten en het gebrek aan internationale steun, besloten Chiang Kai-shek en de Chinese regering om vrijwel alle eisen van Japan te aanvaarden.
De wapenstilstand werd getekend op 31 mei. Het resulteerde in de de facto erkenning van Mantsjoekwo, inclusief Rehe, door de regering van Kwomintang. De strijd kwam ten einde en de betrekkingen tussen beide landen verbeterden voor korte tijd. Op 17 mei 1935 werd de Japanse legatie in China verhoogd tot de status van ambassade. De wapenstilstand gaf Chiang Kai-shek de tijd om zijn troepen te consolideren en zijn inspanningen te concentreren op de Communistische Partij van China. De Chinese publieke opinie was echter vijandig omdat de voorwaarden zo gunstig waren voor Japan en zo vernederend voor China.
De wapenstilstand maakte geen einde aan Japanse territoriale ambities in China. Het akkoord was slechts een kort uitstel tot het uitbreken van de Tweede Chinees-Japanse Oorlog in 1937.